# Giordano Piccinotti
Giordano Piccinotti, S.D.B. (Manerbio, 23 de fevereiro de 1975) é um prelado italiano da Igreja Católica, atual presidente da Administração do Patrimônio da Sé Apostólica.

## Biografia
Ele fez sua profissão perpétua na Sociedade Salesiana de São João Bosco em 12 de setembro de 2004 e recebeu a ordenação presbiteral em 17 de junho de 2006, na Igreja de São João Bosco de Bréscia de Dom Francesco Beschi.
É licenciado em teologia espiritual pela Pontifícia Universidade Salesiana de Roma. É diretor da Fundação Obra Dom Bosco no Mundo, em Lugano, na Suíça; procurador da Fundação Instituto Helvécio Obra Dom Bosco, também em Lugano; diretor executivo da Fundação Obra Dom Bosco onlus, em Milão; membro do Conselho da Fundação Dom Bosco no Mundo, em Schaan, Liechtenstein; e tesoureiro do Conselho de Administração da ONG VIS (Volontariato Internazionale per lo Sviluppo, Voluntariado Internacional para o Desenvolvimento, em português).
Em janeiro de 2023, o Papa Francisco o nomeou como subsecretário da Administração do Patrimônio da Sé Apostólica. Em 2 de outubro do mesmo ano, foi promovido a presidente deste órgão.
Em 31 de janeiro de 2024, recebeu a dignidade de arcebispo titular de Gradisca.Recebeu a ordenação episcopal em 20 de abril seguinte, junto com o cardeal Ángel Fernández Artime, S.D.B., na Basílica de Santa Maria Maior, do cardeal Emil Paul Tscherrig, núncio apostólico emérito na Itália e São Marino, coadjuvado pelo cardeal Cristóbal López Romero, arcebispo de Rabat e por Lucas Van Looy, bispo emérito de Gante.